# فريدل خاوش
فريدل خاوش (بالألمانية: Friedel Rausch) (من مواليد 27 أبريل 1940 18 نوفمبر 2017) هو لاعب ومدرب كرة قدم ألماني سابق، درب العديد من الأندية الأوربية.
كان أبرز تلك الأندية هو نادي آينتراخت فرانكفورت الألماني، حيث فاز معه بلقب كأس الاتحاد الأوروبي في عام 1980.

## روابط خارجية
- فريدل خاوش على موقع قاعدة بيانات كرة القدم.إي يو (الإنجليزية)
- فريدل خاوش على موقع بيانات كرة القدم. دي إي (الألمانية)
- فريدل خاوش على موقع عالم كرة القدم.نت (الإنجليزية)